# Kirsten Prout

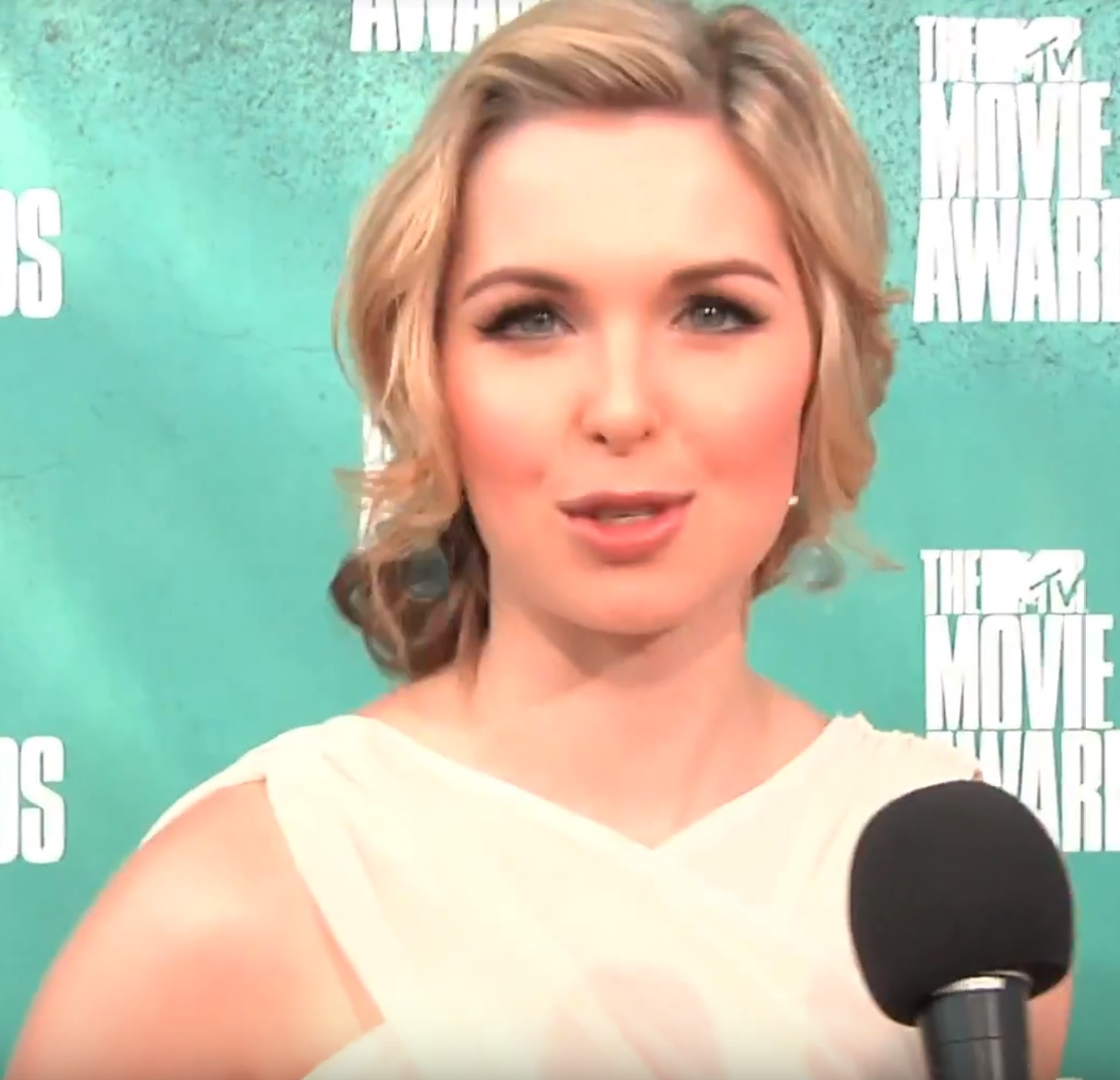
Kirsten Prout 2012.

Kirsten Prout, född 28 september 1990, är en kanadensisk skådespelerska född i Vancouver. Hon medverkade i "ABC Family's" drama Kyle XY där hon spelade Kyles flickvän Amanda Bloom.
Kirsten började intressera sig för skådespeleri redan vid 10 års ålder. Efter att hon gått ut high school gick hon ett år på McGill University innan hon hoppade av för att ägna sig åt skådespelaryrket. 
Kirsten har medverkat i filmen Elektra, i vilken hon spelade tillsammans med stora stjärnor som till exempel Jennifer Garner och Goran Visnjic. Hon har även medverkat i Stargate SG-1 som Nesa i avsnittet "Birthright".
Kirsten har en yngre syster som heter Jenn. 

## Filmografi
- The Linda McCartney Story (2000) (TV) som Stella (vid 10 års ålder)
- Once Upon a Christmas (2000) som Brittany Morgan
- Mindstorm (2001) som unga Tracy Wellman
- The Wedding Dress (2001) (TV) som Stella Carver
- Twice Upon a Christmas (2001) (TV) som Brittany Morgan
- Birthright (Stargate SG-1) (2003) (TV) som Nesa
- The Love Crimes of Gillian Guess (2004) (TV) som Amanda Guess
- Elektra (2005) som Abby Miller
- Kyle XY (2006-2009) som Amanda Bloom
- Tell Me No Lies (2007) som Samantha Cooper
- Eclipse (2010) som Lucy